# مقاطعة دوغلاس (أوريغون)
مقاطعة دوغلاس (بالإنجليزية: Douglas County)‏ هي إحدى مقاطعات ولاية أوريغون في الولايات المتحدة الأمريكية.

## أعلام
- إتش. إل. ديفيس
- يوجين جيل
- جورج إم. براون